# Åtvidstorp
Åtvidstorp är ett naturområde norr om Åtvidaberg vid riksväg 35 och sydöst om sjön Ören och till en del på en halvö i denna. Området är beläget från 78 till 104 meter över havet, alltså med en topografisk höjdskillnad om cirka 26 meter. Åtvidstorp är klätt med flera hundra år gammal skog, ofta i blockrika områden med stenar upp till och med 8 meter höga stenar. Delar av stenarna är klädda med tjock, mjuk mossa, och det förekommer även några mindre grotthåligheter. I området finns branta klippor som passar bergsklättrare, samt ängar med rik flora och badstränder med rent vatten. Bland faunan märks bland annat fiskgjuse, havs- och kungsörn samt den i Sverige annars ovanliga lärkfalken. Strändernas geologi varierar, och området erbjuder såväl sandstränder som steniga stränder, samt 18 meter höga klippstup. 